# 茶屋町地区
茶屋町地区（ちゃやまち ちく）は、岡山県倉敷市の行政上の地域区分である。同市茶屋町支所の管轄エリアで、同市の東部に位置する。かつての都宇郡および都窪郡茶屋町（ちゃやちょう）にあたり、茶屋町（ちゃやまち、地図 - Google マップ）と茶屋町早沖（-はやおき、地図 - Google マップ）の2大字からなる。

## 概要
倉敷市の中東端にある平野地帯に位置する。倉敷市の内、1972年（昭和47年）に倉敷市に編入合併された都窪郡茶屋町だった地区である。現在、当地は倉敷市役所茶屋町支所が管轄し、茶屋町（帯沖）および茶屋町早沖が含まれる。庄などともに同市内の倉敷・水島・玉島・児島の4大エリアとは別の個別のエリアとして扱われる。場合によっては、管轄規模が小さいため庄とともに倉敷エリアに含まれることもある。
地区全域が江戸時代中期の1706年頃から行われた新田開発で児島湾を干拓して作られたため丘陵地の全く無い平坦な土地で占められ、現在も市街地周辺は整然とした田園地帯が広がり稲作中心の農業が盛んである。1988年に瀬戸大橋線が開通してからは茶屋町駅を毎時2本の快速電車が発着するようになり、岡山駅まで20分弱で結ばれていること等から岡山都市圏のベッドタウンに変貌している。そのため、1990年代後期から2000年代前半にかけての人口増加率は10パーセントを超え、駅を中心に市街地が東へと拡大し街の景色も急速に変化している。

## 経済・文化

### 地場産業

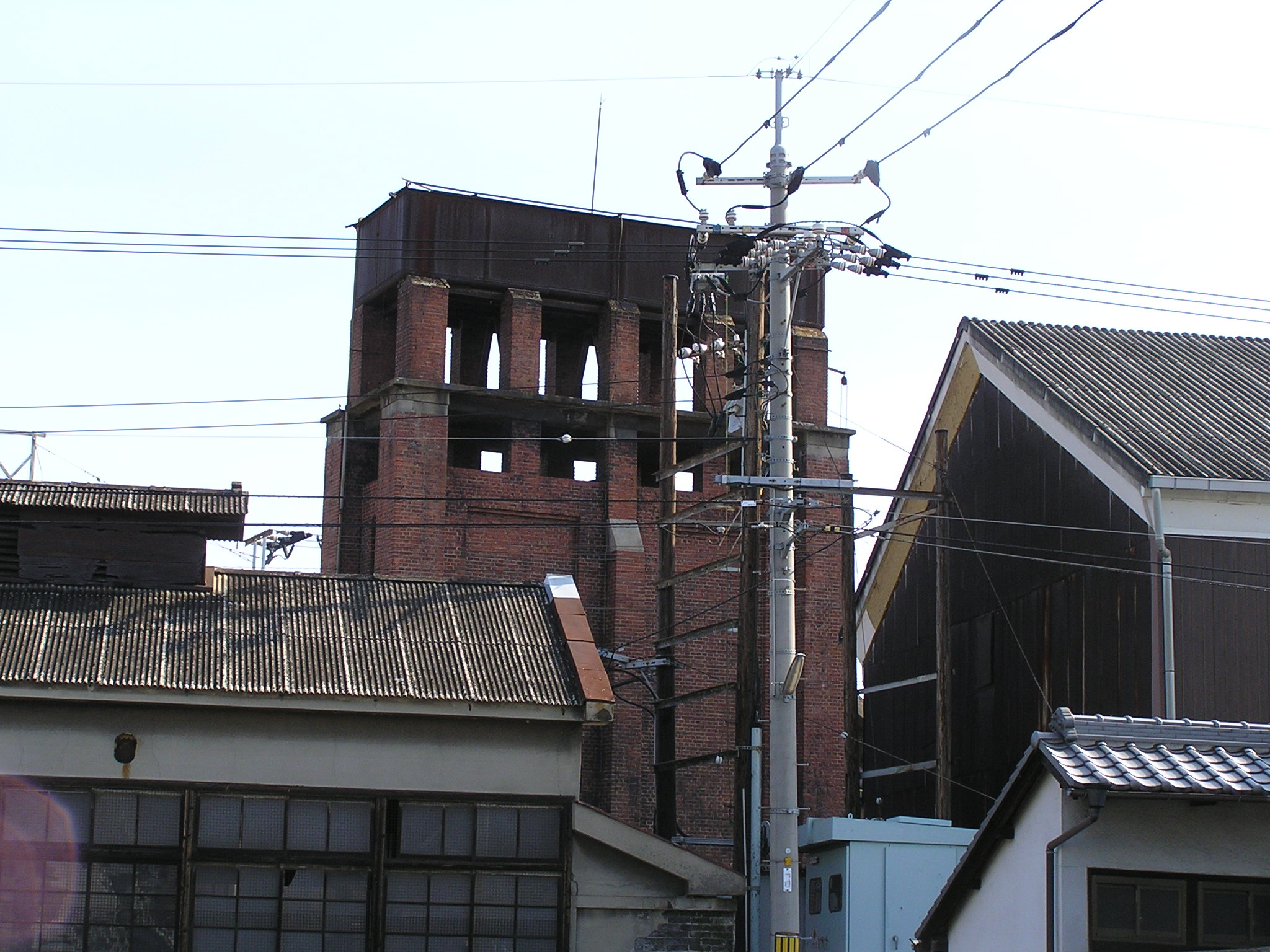
正織興業の煙突

江戸時代、領主であった戸川氏によって早沖はい草栽培、帯沖は綿花栽培が奨励され、それぞれ畳表と小倉織・タビ製造が地場産業として培われてきた。特に明治時代中期には、い草が原料の｢花筵｣（かえん、はなむしろ）が日本を代表する輸出品に数えられるなど隆盛を極めたことがある。現在、綿花の栽培は行われておらず、い草も一部に残るのみであるが、これらの産業により起業した会社が幾つも残っている。
- 正織興業
  - 1880年（明治13年） - 紡績・織物を製造する｢正織社｣として設立、織布の製造と染色加工を主な事業としている。駅西口正面に本社・工場があったが、現在は殆どの機能は岡山市内へと移り、ショッピングセンターに姿を変えている。
- 丸五
  - 1916年（大正5年） - 丸五タビの商標で丸五足袋として設立、地下足袋や作業用のケミカルシューズを製造。丸五ゴム工業は旧倉敷工場で自動車部品を主力とする系列会社。

### 茶屋町の鬼
茶屋町では毎年、秋祭りに鬼の面を被った市民が派手な衣装に杖やこん棒を持ち多数登場し町を歩き回り祭りを盛り上げる。通称「茶屋町の鬼」と呼ばれ、稲荷神社と住吉神社の秋季例大祭に200年以上前から登場したものと云われている。昭和30年代〜40年代に一時衰退するが、昭和50年に保存会が結成され復活した。現在、駅前広場で行われる茶屋町の鬼まつりでは百匹以上が参加、老人介護施設の慰問に倉敷天領夏まつりや水島港まつりにも登場している。

## 歴史・沿革

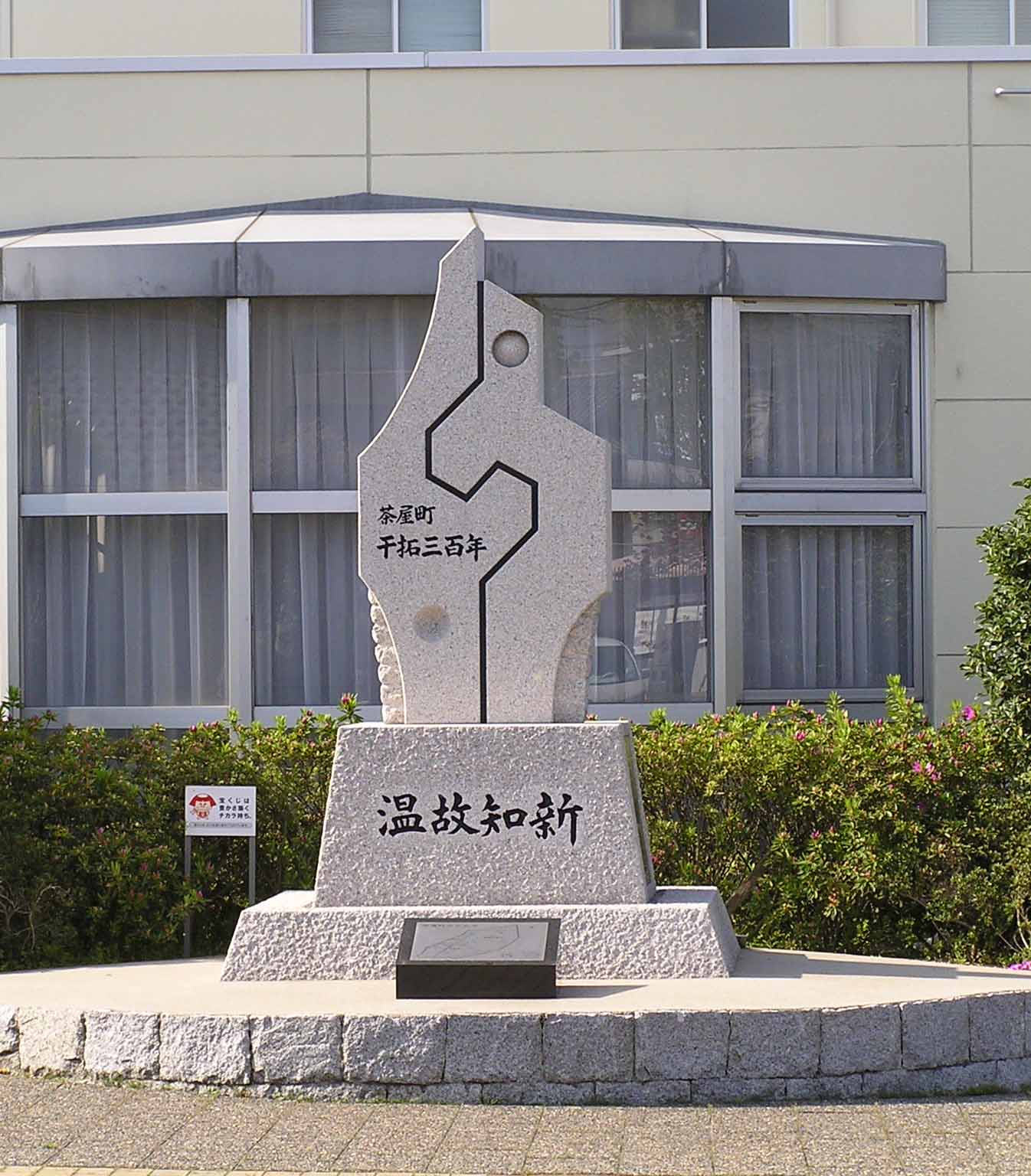
干拓300年の記念碑

### 近世以前
茶屋町の歴史は、干拓の歴史である。400年ほど前まで、当地周辺一帯は完全に海域で、吉備の穴海と呼ばれていた。近世に徐々に干拓されていき陸地化した。その後、穀倉地帯として米・麦の他、い草や綿花の栽培が盛んに行われた。また、金毘羅往来周辺は、その中継地として、また汐入川の河港として栄え、岡山藩天城領主の天城池田氏が岡山城下町との行き来のときの休憩所として利用する茶屋を中心とする商家が町並みを作った。これが地名の由来となっている。
幕末になると、い草・綿花の栽培からの派生産業として花筵や畳表などのイグサ加工品製造や繊維業が盛んとなる。後には花筵織機を発明し、輸出花筵の道を開拓した磯崎眠亀を輩出した。

### 近現代
1910年（明治43年）、国鉄（現JR西日本）宇野線が開通すると茶屋町駅が開業し、さらに1914年（大正3年）には下津井軽便鉄道が開通し、同茶屋町駅も開業した。加えて1932年（昭和7年）には倉敷駅と茶屋町駅を結ぶ国鉄バス路線の運行が開始され、東（宇野）西（倉敷）南（下津井）北（岡山）の重要都市を結ぶ交通の要衝として発展した。
大正中期にゴム工業、昭和初期には農業機械製造も発達し、商工業都市的性格を備えるとともに、農村部では農家の副業として以前より引き続き花筵・畳表などのイグサ加工が発達した。
現在は、岡山県南中部の要地のひとつとして発展している。農業ほか各種産業集積し、幹線道路・鉄道などの交通網が整備されており、現代になると近郊のベッドタウンとして人口増加も著しくなった。
磯崎眠亀の住居兼研究所は、倉敷市立磯崎眠亀記念館として公開されている。

### 干拓史
まず中世後期の1584年の宇喜多秀家家臣の岡利勝の指揮により、現在の倉敷市街北部一帯が干拓されて陸地化。そして江戸時代になると南方へと干拓が推し進められていった。茶屋町付近での干拓では1683年頃（天和3年）に宮崎割新田（宮崎村の枝村）が完成、1690年（元禄3年）には添新田、そして1704年（宝永元年）に早島沖新田およびその南側の帯江沖新田が干拓を開始し1707年（宝永4年）に両新田が完成した（両新田を総称して沖新田と呼んだ。）。そして江戸時代後半の1824年（文政7年）に、帯江沖新田の南側が開墾されて鶴崎新田が完成した。鶴崎新田は、備前国児島郡に属したが、残りはいずれも備中国都宇郡に属した。これらの内、添新田の東部・帯江沖新田・鶴崎新田が現在の大字の茶屋町、宮崎割新田・早島沖新田が茶屋町早沖に該当する。
もともと茶屋町一帯の干拓は、早島知行所3代目領主の戸川安貞と帯江知行所2代目領主の戸川安広の共同事業であった。1707年（宝永4年）、一連の干拓が完成すると境川と呼ばれる川（用水）より北側を早島沖新田村、南側を帯江沖新田村とし、前者を早島領、後者を帯江領とした。

### 地名の由来
起源は、江戸時代の宝永年間に帯江・早島の両沖新田の干拓に遡る。両新田干拓のため、その前に干拓されていた添新田村に流れる汐入川の東岸部に、干拓工事の為の基地となる河港がつくられた（現在の茶屋町街道から町の入り口に架かる茶屋町橋の約100m上流にある水門橋あたり）。そして周囲に港を中心とする港町の町並みが生まれた。児島湾に抜ける汐入川の水運の要衝で船溜りなどが造成され、周りには人夫あいての茶屋、船宿や問屋が軒を並べたことによって町が形成されていった。
その後、両沖新田の造成が完了すると、岡山・早島・天城・下津井と結ぶ金毘羅往来が添新田の河港町を通過。その中継の要所として茶屋などの商店が多く建ち並ぶようになった。寛政のころには川沿いの道が金毘羅参りの街道になり参拝客あいての店が増えた。この町並みはいつしか通称茶屋町（ちゃやまち）と呼ばれるようになった。そう呼ばれるようになった理由は諸説あり、有力説として、一つは岡山藩家老の天城池田氏が所領の天城から岡山城下町への往来時の休憩所として利用する茶屋が、その町並みの中にあったこと。二つ目は、町並みに金比羅参りのために街道を通る参拝客向けの休み茶屋が多く立地していたこと。三つ目は、町並みの中に著名な有力茶屋があったことなどがある。
その後、前述の変遷を経て、江島村が町制施行するときに中心市街地の通称、つまり前述の茶屋町に因み茶屋町を町名とした。岡山県および近県では自治体としての町を「ちょう」と呼ぶことが圧倒的に多い慣習に倣い、「ちゃやちょう」と読ませた。
その後、倉敷市に合併時に、市街の古くからの通称である「ちゃやまち」に読み方を変えた。なお、1910年（明治43年）開業の茶屋町駅は、設置当初から駅付近の古くからの市街の通称から「ちゃやまち」としている。

## 地域

### 茶屋町
茶屋町地域の中心市街地を要し、地域の南部・西部を占める。倉敷編入以前の町制時代は帯江新田と名乗った。それ以前は、帯江新田（帯江沖新田）・添新田・鶴崎新田に分かれる。大部分は帯江沖新田で、東北部の南北に長い区域が添新田、南端の逆三角形のような形をした区域が鶴崎新田であり、残る区域が帯江沖新田である。
添新田は、帯江沖新田と高須賀新田（現在豊洲地区の高須賀）の間にあたり、前述のように南北に長い。前潟新田（現在の早島町前潟）の干拓造成により、汐入川が開削された。これにより干潟の排水が良くなり高須賀寄りに洲ができ、元禄3年にこれを羽島村（現在帯江地区の羽島）西山武右衛門が帯江領主に願い出て、備前国和気郡稲坪村（現在の和気町）の清右衛門が開発を請け負い、新田約30町が造成された。開墾後、長細い当地は東西に分割されさらに細長くなった。西部は早島知行所領となり、高須賀村の枝村として高須賀添新田（約11町）となる。一方、東部は帯江知行所領となり、添新田（約18町）を名乗った。その後に帯江領添新田の南部、汐入川東岸一帯に町並みが生まれるが、これは宝永元年から開始された帯江沖新田・早島沖新田の干拓工事の基地として汐入川の河港のが作られ、港を中心としてその周辺に出来た港町である。
宝永元年から添新田の東側、早島の南側にあたる海域が干拓され、同4年に完成。沖新田と呼ばれ、境川用水を境に南北に分割され、北側は早島領として早島沖新田村、南側は帯江領となり帯江沖新田村となった。帯江側の開発主は羽島村の西山武右衛門・二日市村（現在の帯江地区の二日市）の平松万右衛門・加須山村（現在の帯江地区の加須山）の尾崎太右衛門・亀山村（現在の帯江地区の亀山）の亀山九郎右衛門であった。しかし、用水不足のため、新田完成後約10年間は全くの無収穫であった。享保14年検地、同16年より年貢上納。延享2年より免状あり、畝数91町余りであった。干潟に面していたため、その所属および使用や排水についてしばしば周辺他村のと総論が発生している。

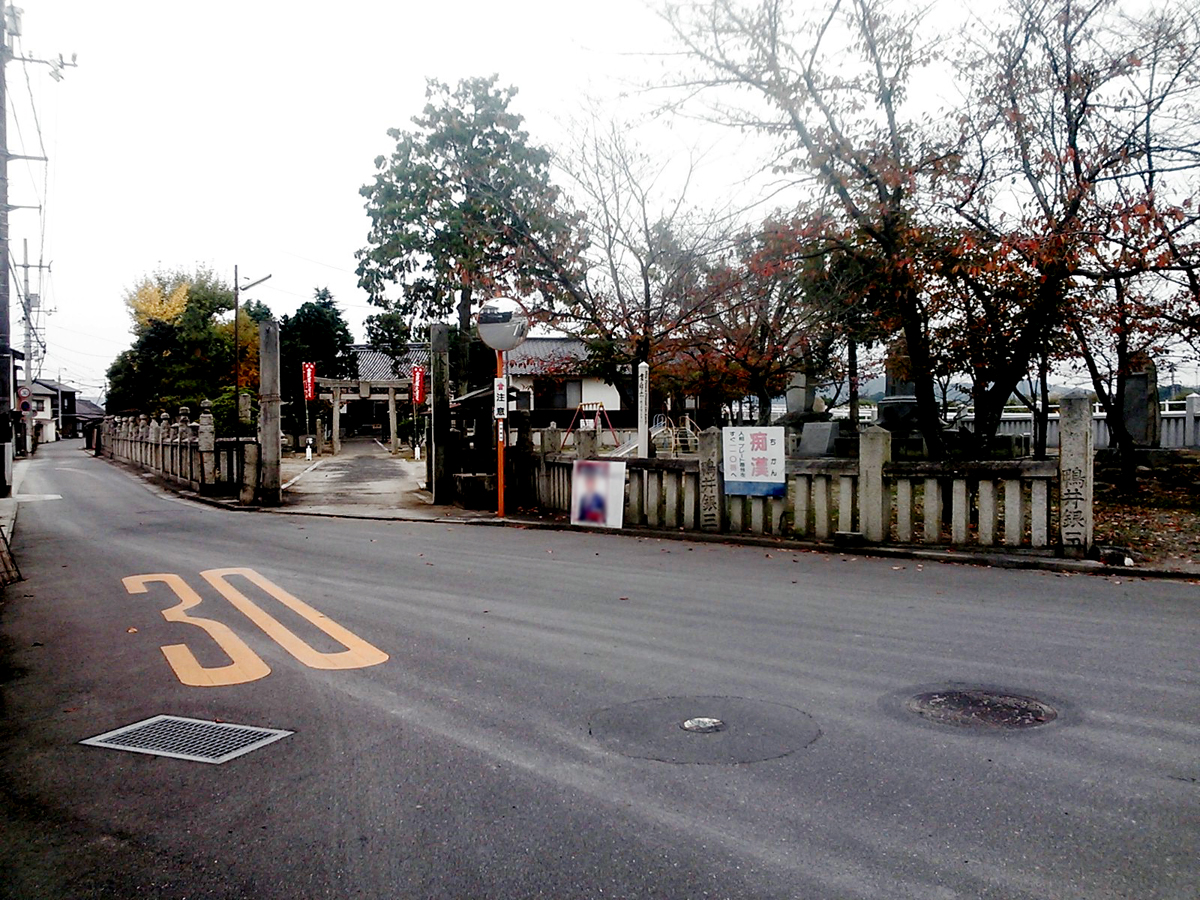
金毘羅大権現と金毘羅往来
（茶屋町）

両沖新田が完成すると、岡山から早島を経て当地を通り、天城を経て下津井へと通じる金比羅往来が開通。添新田の川港町は、山陽路と四国を結ぶ海陸交通の中継の要地となった。その中に天城池田氏が岡山と天城間の往来時の休憩所として利用する茶屋があったことから一帯の町並みを通称茶屋町（ちゃやまち）と呼ぶようになったという（諸説あり。「地名の由来」の章を参照）。現桜橋の北側に金毘羅大権現（金刀比羅神社）があるが、これがその茶屋町とよばれた町並みの守護神として祀られたものである。
文政7年、当地の南沖にあたる海域が干拓され鶴崎新田が開墾される。前年より当地の東沖合の干拓が開始されており、のち52年をかけて広大な興除新田が造成されることとなる。鶴崎新田村は、そのうちの備前国児島郡西畦村の枝村となる。現在の茶屋町町域の中で唯一の都宇郡・都窪郡域外となり、また備前国域となる。
明治3年11月、帯江沖新田村は帯江新田村に改称。同22年には帯江新田・帯江新田両村の合併による江島村を経て、明治29年に町制を施行により茶屋町（ちゃやちょう）に改称。また添新田は高須賀村編入を経て、豊洲村となる。鶴崎新田村は、児島郡西畦村編入を経て興除村となる。
昭和22年1月に興除村より旧鶴崎村域を、同26年3月に豊洲村の高須賀の内の旧添新田分を、それぞれ茶屋町へ移管、同町帯江新田の一部とした。
昭和47年5月1日の倉敷市への編入合併を期に、帯江新田から茶屋町（ちゃやまち）へ改称した。

### 早沖
茶屋町地域の北西半を占める。倉敷編入以前の町制時代は早島新田と名乗った。それ以前は早島新田（早島沖新田）と宮崎割新田に分かれる。大部分は早島沖新田だった。北西の南北に細長い区域が宮崎割新田で残りが早島沖新田である。
宮崎割新田は、宮崎村の枝村として宝永4年に開墾された。早島沖新田は早島・宮崎割新田の南沖を干拓しできた沖新田の北側にあたり、早島知行所が領有した。早島側の開発主は早島村庄屋の助左右衛門であった。
明治3年11月に早島沖新田村は、早島新田村。また宮崎村枝村であった宮崎割新田村は宮崎村に併合された。同8年に宮崎村のうちの旧宮崎割新田分が早島新田に併合される。同22年の早島新田・帯江新田両村による江島村新設を経て、明治29年に町制で茶屋町（ちゃやちょう）となる。
昭和47年5月1日の倉敷市への編入合併を期に、早島新田から茶屋町早沖（ちゃやまち はやおき）へ改称した。旧地名の早島沖新田を略したものである。

## 人口・世帯数
平成24年9月末現在。
| 町字       | 世帯数 | 男性人口 | 女性人口 | 総人口 | 備考 |
| ---------- | ------ | -------- | -------- | ------ | ---- |
| 茶屋町     | 4716   | 5983     | 6353     | 12336  |      |
| 茶屋町早沖 | 1310   | 1845     | 1895     | 3740   |      |
| 合計       | 6026   | 7828     | 8248     | 16076  |      |

## 郵便番号
全域が倉敷郵便局の集配担当区域に当たる。
- 茶屋町 - 710-1101
- 茶屋町早沖 - 710-1102

## 主な施設
公的施設
- 倉敷市役所茶屋町支所
- 倉敷警察署 茶屋町交番
- 倉敷市立茶屋町小学校[8]
  - 1903年（明治36年）に茶屋町尋常小学校として開校
- 倉敷市立東陽中学校
  - 1947年（昭和22年）に茶屋町中学校として開校、1978年（昭和53年）の学区再編により地区外の高須賀に移転・改称
- 倉敷刀剣美術館
- 倉敷市立磯崎眠亀記念館

企業・商店
- 茶屋町郵便局
- 中国銀行茶屋町支店
- トマト銀行茶屋町支店
- 水島信用金庫茶屋町支店
- マルナカ茶屋町店
- ラ・ムーチャチャ店

廃止施設
- C−プラッツ チャチャ
  - 協同組合茶屋町共同店舗が1996年（平成8年）設立。前身は駅前にあった｢コア｣。跡地は現在パチンコ店。
- ディオ茶屋町店
  - 現在はダイレックス。ディオの前は、天満屋ハピーマート。

## 交通
鉄道
JR西日本
- 宇野線（宇野みなと線）・本四備讃線（瀬戸大橋線）
  - 茶屋町駅

バス
下電バス
- イオンモール倉敷帯江茶屋町線
  - 1932年（昭和7年）省営バス・茶屋町・倉敷線として運行開始

道路
- 岡山県道74号倉敷飽浦線
- 岡山県道165号藤戸早島線